# استیو تریسی
استیو تریسی (انگلیسی: Steve Tracy; ۳ اکتبر ۱۹۵۲ – ۲۷ نوامبر ۱۹۸۶) یک هنرپیشه اهل ایالات متحده آمریکا بود. شهرت او بیشتر به خاطر بازی در سریال خانه کوچک در نقش پرسیوال دالتن بود.

## زندگی‌نامه

### آغاز زندگی و تحصیلات
او با نام اصلی استیو کرامبی در خانواده‌ای ایرلندی-آلمانی زاده شد. او تحصیلات خود را دانشگاه ایلاتی کنت، دانشکدهٔ شهر لس آنجلس و کارگاه کمدی هاروی لمبک به پایان رساند.

### پیشه
تریسی بیشتر یه خاطر نقش خود به نام پریسوال دالتن در مجموعه تلویزیونی خانه کوچک در چمنزار در اوایل دهه ۱۹۸۰ شناخته شده‌است.
پس از پایان سری، تریسی رابطه‌ای دوستانه با همکارش آلیسون آرنگریم (نلی السون) که نفش همسرش در صفحه نمایش را بازی می‌کرد، ادامه داد. آرنگریم و تریسی در حین فیلمبرداری در مجموعه بسیار نزدیک بودند. در طول این مجموعه، شایعاتی مبنی بر اینکه او و آرنگریم در رابطه‌ای عاشقانه هستند مطرح شد، اما آرنگریم می‌گوید این اشتباه است، او همچنین اظهار داشت که او تنها کسی بود که می‌دانست تراسی همجنسگرا بوده‌است.
او در چندین فیلم و برنامه‌های تلویزیونی دیگر از سال ۱۹۷۷ تا ۱۹۸۶، از جمله Quincy, ME, The Jeffersons و Reunion Class Lampoon National، ظاهر شد. شش ماه قبل از مرگش در تئاتر ایدز / ایالات متحده: پرتره در شجاعت شخصی در لس آنجلس بازی کرد. این قطعه داستانی واقعی دربارهٔ ابتلا به ایدز یا از دست دادن اعضای خانواده به ایدز بود، نیمی از بازیگران همجنسگرا بودند، در دورانی که ایدز همچنان به صورت کلیشه‌ای به عنوان بیماری مردان همجنس‌گرا شناخته می‌شد. تریسی تنها بازیگر حرفه ای در اجرا بود، همان‌طور که همه شرکت کنندگان دیگر بازیگران غیرحرفه‌ای بودند که داستانشان را بر روی صحنه بازگویی می‌کردند، زیرا «آنها می‌خواستند چیزی بگویند». هنگامی که نمایش در ماه اوت ۱۹۸۶ تعطیل شد، این تعویق در عزای درگذشت یکی از بازیگران روی صحنه و وخامت حال دو تن دیگر بود.

### مرگ
تریسی در سال ۱۹۸۶ از عوارض مربوط به بیماری ایدز درگذشت و پس از آن آرنگریم مشغول به فعالیت مربوط به ایدز شد. خاکستر او در زیر نشانهٔ هالیوود در تپه‌های هالیوود، لس آنجلس، زیر حرف "D" پراکنده شد.

## فیلم‌شناسی
| سال     | عنوان                             | نقش            | یادداشت‌ها                                             |
| ------- | --------------------------------- | -------------- | ----------------------------------------------------- |
| ۱۹۷۷    | تجهیزات سنگین                     | چستر           | فیلم بلند                                             |
| ۱۹۷۸    | جیمز در ۱۵                        | ارنی           | قسمت: "ملکهٔ دلار نقره‌ای"                              |
| ۱۹۷۹    | کوئینسی، ام.ئی.                   | کودک           | قسمت: "در طول شب آرام راه برو: بخش ۱ و ۲"             |
| ۱۹۷۹    | در زیر محلهٔ زنان بسیار شرور       | رت             | فیلم بلند                                             |
| ۱۹۸۰–۸۱ | خانه کوچک                         | پرسیوال دالتون | نقش نیمه‌منظم (۱۱ قسمت)                                |
| ۱۹۸۱    | اقدامات ناامیدانه                 | اندی استیگلر   | فیلم بلند (همچنین شناخته‌شده با نام استیگلر و استیگلر) |
| ۱۹۸۲    | جفرسون‌ها                          | استیو          | قسمت: "بهترین‌های جفرسون‌ها"                            |
| ۱۹۸۲    | تجدید دیدار کلاس لمپون‌های ملی     | میلت فریدمن    | فیلم بلند                                             |
| ۱۹۸۴    | بازی‌های مهمانی فقط برای بزرگسالان | استیون         | فیلم بلند                                             |
| ۱۹۸۶    | بگو آره                           | کلرک           | فیلم بلند                                             |
| ۱۹۸۷    | حکایت‌هایی از سمت تاریک            | رابر           | قسمت: "خانم می دوسا"                                  |